# Clorometan
Clorometanul, numit și clorură de metil, R-40 sau HCC 40, este un compus chimic din grupul de compuși organici numiți haloalcani. Odată a fost folosit pe scară largă ca agent frigorific. Este un gaz incolor, cu un miros ușor dulce. Din cauza preocupărilor legate de toxicitatea sa, acesta nu mai există în produsele de consum. Clorometanul a fost inițial sintetizat de chimiștii francezi Jean-Baptiste Dumas și Eugene Peligot în 1835 prin fierberea unui amestec de metanol, acid sulfuric și clorură de sodiu. Această metodă este similară celei folosite de astăzi.

## Răspândire
Clorometanul este cel mai abundent organohalogen, antropogen sau natural, în atmosferă. Este un constituent al fumului de tutun.

### La nivel marin
Culturile unui laborator ale fitoplanctonului marin produc CH3Cl, dar în cantități relativ nesemnificative. Un studiu extins a celor 30 de specii de macroalge polare a relevat eliberarea
cantității semnificative de CH3Cl numai în Gigartina skottsbergii și Gymnogongrus antarcticus.

### Biogeneză
O plantă de sare de mlaștină Batis maritima conține enzima clorură de metil transferază care catalizează sinteza CH3Cl din S-adenozin-L-metionină și clorură. Această proteină a fost purificată și exprimată în Escherichia coli și pare să fie prezentă și în alte organisme, cum ar fi fungi albe (Phellinus pomaceus), alge roșii (Endocladia muricata) și plante de gheață (Mesembryanthemum crystallinum), fiecare dintre acestea fiind un producător cunoscut de clorometan.

## Obținere
Cantitățile mari de clorometan sunt obținute în mod natural în oceane prin acțiunea razelor solare asupra biomasei și a clorului în spumă de mare. Cu toate acestea, tot restul clorometanului utilizat în industrie este produs sintetic.
Majoritatea clorometanului se prepară prin reacția metanolului cu acid clorhidric, conform ecuației chimice
{\displaystyle {\ce {CH3OH + HCl -> CH3Cl + H2O}}}
Acest lucru poate fi realizat fie prin barbotarea gazului de hidrogen clorurat prin metanol fierbinte cu sau fără catalizator de clorură de zinc, fie prin trecerea vaporilor combinați de metanol și hidrogen clorurat peste un catalizator de alumină la 350 °C.
O cantitate mai mică de clorometan este produsă prin încălzirea unui amestec de metan și clor la peste 400°C. Totuși, această metodă are ca rezultat și compuși mai clorurați, cum ar fi diclormetanul, cloroformul și tetraclorura de carbon, și de obicei se utilizează numai atunci când astfel de alte produse sunt dorite.

## Utilizări
Clorometanul a fost utilizat ca agent frigorific pe scară largă, dar utilizarea sa a fost întreruptă datorită toxicității și inflamabilității acestuia. Clorometanul a fost utilizat o dată pentru producerea aditivilor de benzină pe bază de plumb (tetrametilplumb).
Cea mai importantă utilizare a clorometanului astăzi este ca un intermediar chimic în producția de polimeri de silicon. Cantitățile mai mici sunt utilizate ca solvent în fabricarea cauciucului butilic și în rafinarea petrolului.
Clorometanul este utilizat ca agent de metilare și clorurare în chimia organică. De asemenea, este utilizat într-o varietate de alte domenii: ca un agent de extracție pentru uleiuri și rășini de grăsimi, ca agent de propulsie și agent de suflare în producția de spumă de polistiren, ca anestezic local, ca intermediar în fabricarea de medicamente, temperatura de polimerizare, ca fluid pentru echipamente termometrice și termostatice, și ca erbicid.